# Alu (rúnic)

La paraula alu escrita amb runes

Alu (ᚨ ᛚ ᚢ) és una paraula del norré inscrita amb finalitats màgiques, amb runes del futhark antic, que s'ha trobat en objectes del nord i centre d'Europa, i que daten d'entre el 200 i 800. Aquesta paraula, la més corrent entre els encantaments rúnics, pot aparéixer sola, com en la Pedra rúnica d'Elgesem, o com a part d'una fórmula, com en l'amulet de Lindholm (DR 261) d'Escània. El símbol consta de tres runes: ansuz, laguz i uruz.
El terme alu a vegades s'abreujava, es codificava o s'escrivia amb expansió gramatical. L'origen i el significat del mot són objecte de discussió, tot i que hi ha un acord entre els experts que es tractava d'un amulet o una forma metafòrica seua. L'ús del mot no va sobreviure massa a l'època de les invasions bàrbares, i segurament desaparegué a causa de la cristianització. L'arrel alu podria haver sobreviscut a aquest període en associar-se a la cervesa (ale) com apareix en les estrofes 7 i 19 del poema Sigrdrífumál, compilat en l'Edda poètica del segle xii, en què la valquíria Sigrdrífa imparteix el coneixement d'invocació de les “runes ale” (en nòrdic antic ölrúnar). S'han suggerit teories sobre que el terme ealuscerwen (possiblement 'llençar fora l'alu'), usat per a descriure el dolor i el terror en el poema èpic Beowulf, registrat al voltant del segle ix i XI, hi pogués estar directament relacionat.

## Etimologia
Tot i que s'accepta que el significat literal de la paraula alu és 'cervesa, beguda alcohòlica', els investigadors pensen que cal examinar amb més profunditat el significat del terme. Les primeres etimologies proposades buscaven connexió amb el protogermànic *aluh, 'amulet, tabú' de *alh, 'protegir'. Els cognats en els dialectes germànics serien l'anglés antic ealh, 'temple', el gòtic alhs, 'temple' i el nòrdic antic alh, 'amulet'. Edgar Charles Polomé va proposar una connexió etimològica entre el germànic alu i l'hitita alwanza, 'afectat per la bruixeria', que al seu torn estan connectats amb el grec alúõ, 'ser al costat d'un mateix' i el letó aluôt, 'estar afligit'. Més tard, Polomé va demostrar que aquesta etimologia era incorrecta i la descartà, tot i que continua suggerint que hi ha una connexió semàntica entre aquestes paraules i alu.
S'han proposat relacions lingüístiques entre el terme protogermànic *aluþ, que significa 'cervesa' i per això es tradueix com a tal, malgrat que aquesta proximitat lingüística ha estat criticada per comportar problemes crucials. Polomé proposa que el mot pertanyia al «vocabulari tècnic i operatiu» dels pobles germànics, i que al principi es referia a l'«estat mental d'èxtasi produït per una beguda potent» usada en els rituals del paganisme germànic.
S'han descobert dedicatòries etrusques en objectes votius de Rècia en què apareix la paraula alu amb el significat de 'dedicació'. S'ha proposat una connexió entre aquests objectes i el terme alu trobat en inscripcions rúniques. Aquestes teories proposen que el terme es manllevaria per a l'ús rúnic des d'aquesta font.

### Bracteats
La inscripció alu apareix en alguns bracteats (medalles) amb els codis de la base de dades Rundata: G 205, DR BR6, DR BR13, DR BR25, DR BR42, DR BR54, DR BR59, DR BR63A, DR BR67, DR EM85;123 i DR NOR2002;10.(9)

#### G 205

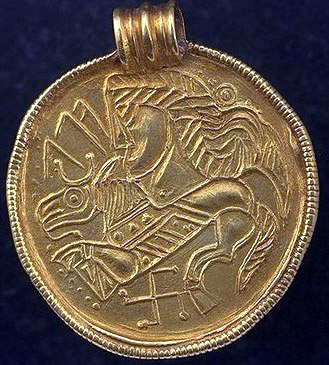
Bracteat G 205 amb la inscripció alu

En el bracteat d'or (G 205) descobert a Djupbrunns, Hogrän, Stenkumla, Suècia, es llegeix simplement «Alu» i està datat del 400 aproximadament. En el mateix indret que aquest bracteat se'n descobrí un altre (G 204), de data més recent, que mostra la inscripció «ek erilaR». Actualment el bracteat és al Museu Històric d'Estocolm.(9)

#### DR BR6
DR BR6 és una inscripció en un fragment de bracteat descobert a Skydsrup, al sud de Jutlàndia, Dinamarca, en què apareix el terme alu. La transliteració de les runes diu:
lauk=az alu lauk=az alu
I la transcripció al protonòrdic n'és:
Laukaz alu. Laukaz alu.
El fragment data d'entre el 400 i el 650. Actualment, aquest bracteat es troba en el Museu Nacional de Dinamarca de Copenhaguen.(9)

#### DR BR42

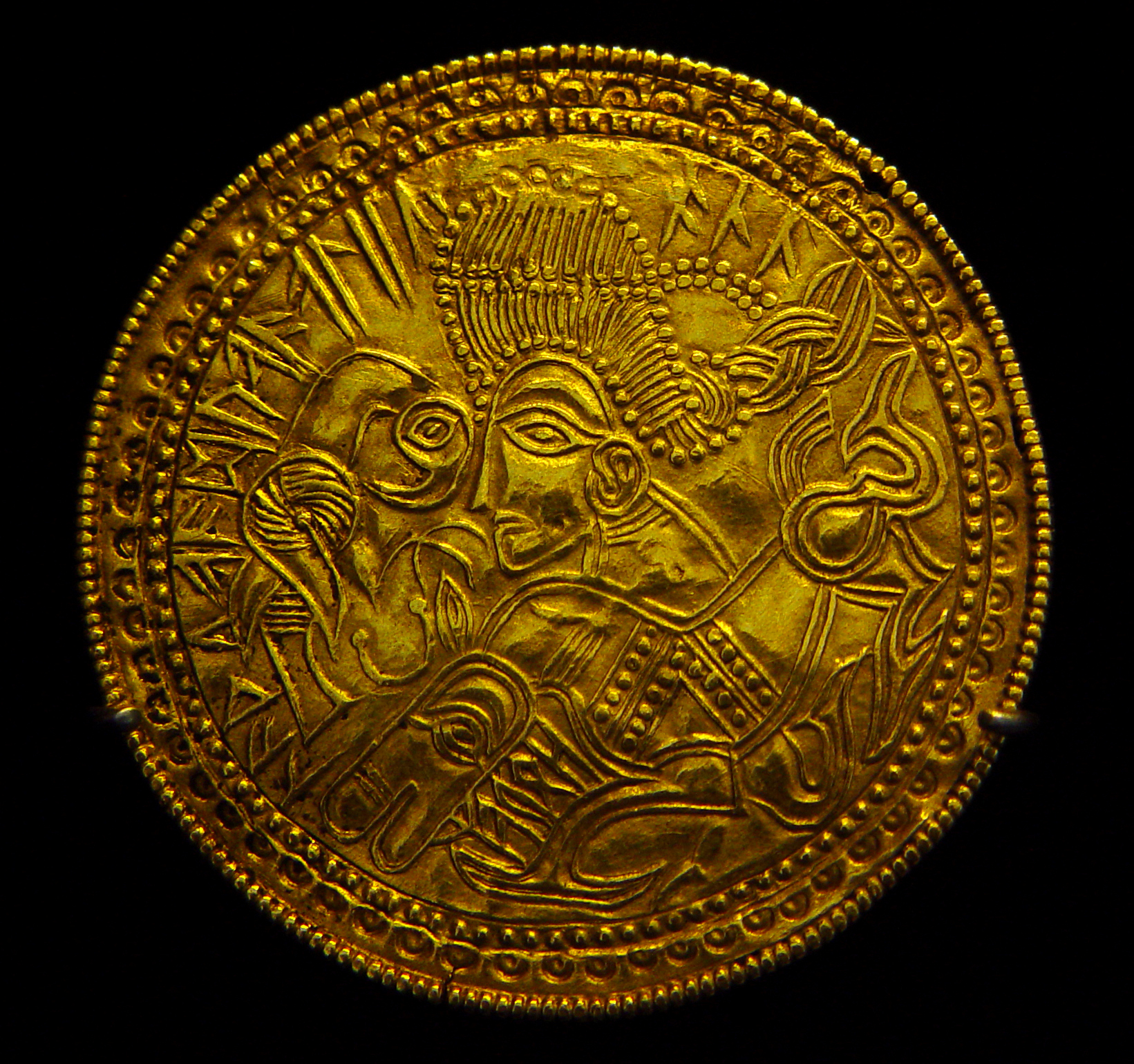
En el bracteat DR BR42 apareix la paraula Alu

En aquest bracteat descobert a l'illa de Funen, Dinamarca, apareix un text encara incomprensible i un altre text desxifrat. El terme alu forma part del text comprensible a més d'«el Gran», un nom aplicat a Odin. La transcripció n'és:
houaz laþu aaduaaaliia a--

#### DR NOR2002;10
El bracteat d'Uppåkra (DR NOR2002;10) aparegué en aquest poble d'Escània, Suècia, durant una recerca amb detector de metalls el 2000. Té una inscripció rúnica en protonòrdic. La transliteració en diu:
sima-ina alu
La imatge del bracteat representa el cap d'un home damunt un animal quadrúpede. La inscripció de la cara (la primera part sima-ina) és a la part de darrere del cap, mentre que en la B (la segona part, alu) és damunt les potes davanteres de l'animal.
La inscripció sembla formar part d'un grup de bracteats amb encantaments més o menys comprensibles.

### Pedres rúniques

#### Pedra d'Eggja

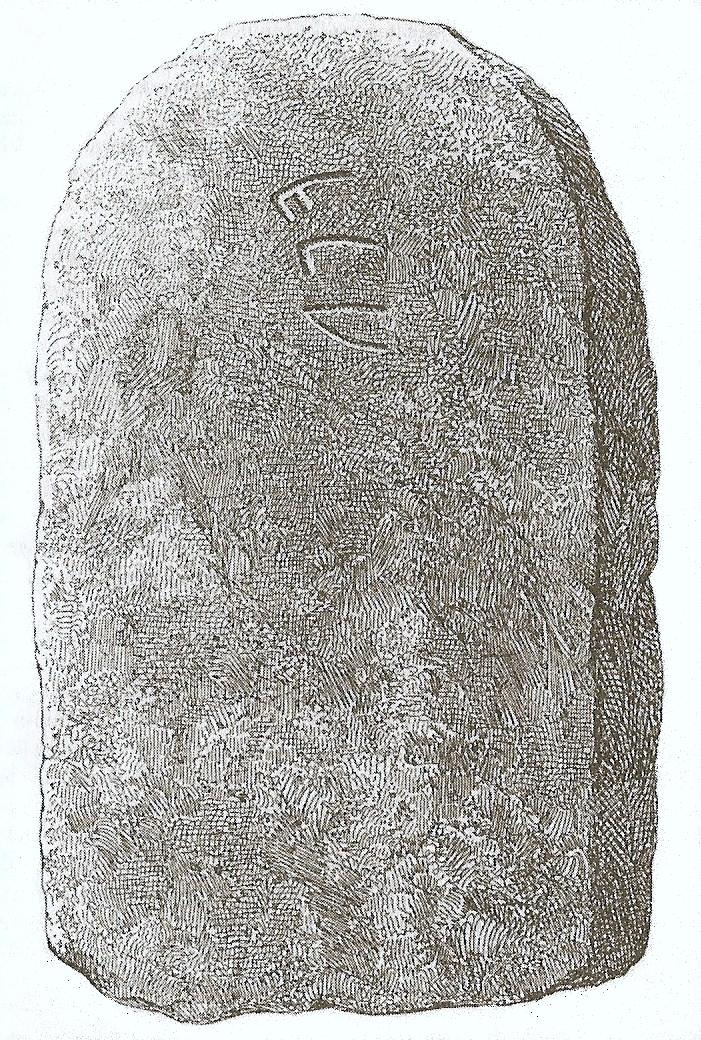
Pedra rúnica d'Elgesem

La Pedra d'Eggja, datada d'entre el segle VII i VIII abans de la nostra era, la van descobrir a la granja Eggja de Sogn og Fjordane, a Noruega. S'interpreta que en el tercer plafó de la inscripció en futhark antic es llegeix alu.

#### Pedra rúnica d'Elgesem
En la seua inscripció es llegeix «alu». La pedra es trobà en un túmul funerari de la granja d'Elgesem, Vestfold, a Noruega, el 1870. La Pedra rúnica d'Elgesem, catalogada en la base de dades Rundata amb el codi N KJ57 O, està datada del 400 aproximadament. La pedra fa 172 cm d'alt i 90 cm d'ample, i un gruix de 18 cm. La inscripció està escrita en sentit contrari i es llegeix de dalt a baix. Per la seua forma s'ha suggerit que la Pedra d'Elgesem pogués formar part d'algun ritual. Podria ser que la Pedra Stora Hammars I, Ardre VIII i la Pedra Tängelgårda IV fossen pedres de culte semblants.

#### Fragment de pissarra d'Eketorp
El fragment de pissarra d'Eketorp (Öl ACTARC37;211 O) és una pedra rúnica que aparegué en aquest poble de Suècia, i conté una inscripció en protonòrdic amb ruïnes del futhark antic.(9)
La primera línia de la inscripció diu:
... alu k...
En la segona línia de la inscripció apareix:
...gþutþ...

#### Pedra de Kinneve
La Pedra de Kinneve (Vg 134) és un fragment de roca (fa 7,4 x 5,0 x 2,0 cm) de saponita vermella datada del 600 aproximadament. La trobà un capellà en una tomba de la rectoria de Kinneve Socken, Suècia. La pedra ara es troba en la col·lecció del Museu de Västergötland, a Skara, Suècia.(9) En la inscripció es llegeix:
...siz alu h
Kodratoff interpreta que «siz» és el final d'un nom i que la darrera runa seria <i>haglaz</i>. Com el fragment aparegué en una tomba sembla que pogués estar relacionat amb un culte de la mort o màgia funerària.

#### Pedra d'Årstad
La Pedra d'Årstad (N KJ58) és una pedra rúnica trobada al 1855 a la granja Årstad de Rogaland, Noruega. Conté unes 18-20 runes en futhark antic en tres línies. En la segona línia es llig saralu, que segons alguns experts es compon dels mots sar i alu. Actualment la pedra és en la col·lecció d'antiguitats del Museu d'Història Cultural d'Oslo.

### Altres objectes
La inscripció alu apareix en objectes d'altra mena com ara: 

#### Pantà Nydam

##### Fletxa de Nydam
La Fletxa de Nydam (DR 13) és una fletxa descoberta al pantà Nydam, al sud de Jutlàndia, Dinamarca, i conté la inscripció lua que es creu que és alu distorsionat. Data d'entre el 200 i el 350. Actualment es troba al Museu Für Vorgeschichtliche Altertümer de Kiel, Alemanya.(9)

##### Varetes de la Fletxa de Nydam
Les varetes de la Fletxa de Nydam (DR MS1995;344 i DR AUD1994;266) són dues i es van descobrir a Nydam Mose, al sud de Jutlàndia, i porten les inscripcions la i lua respectivament. S'ha interpretat que ambdues poden al·ludir a alu. Daten d'entre el 300 i el 350. Actualment són al Museu Nacional de Dinamarca de Copenhaguen.(9)

##### Mànec de la Destral de Nydam
El mànec de la Destral de Nydam (DR MS1995;341) és un mànec de fusta descobert al pantà Nydam, al sud de Jutlàndia, Dinamarca; duu una inscripció rúnica, datada d'entre el 300 i el 350. Actualment és al Museu Nacional de Dinamarca de Copenhaguen.(9)

#### Fíbula de Værløse

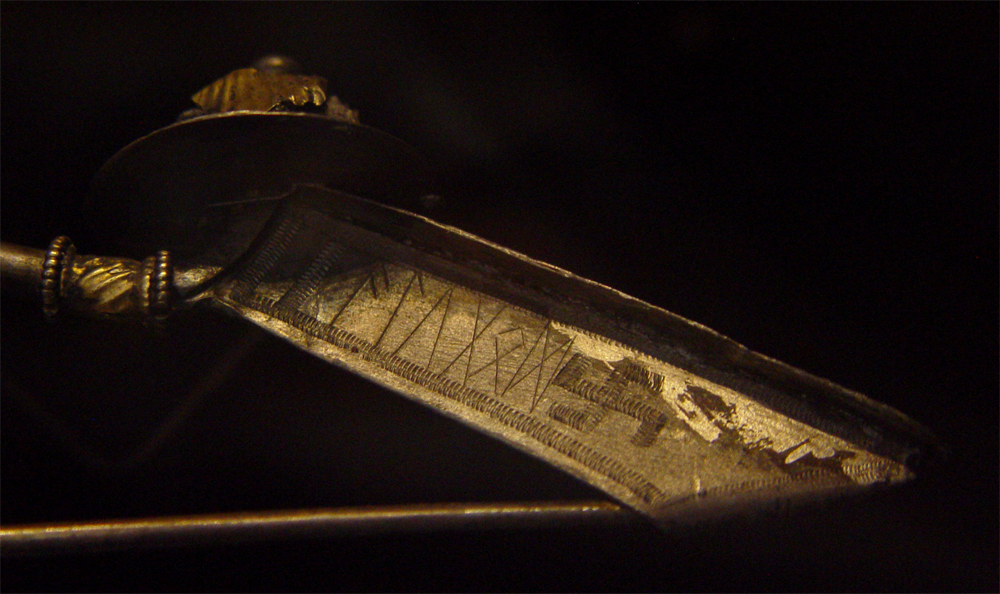
Detall de la inscripció de la Fíbula de Værløse, en què es llig alugod seguit d'una esvàstica

DR EM85;123 és el codi d'una fíbula d'argent del segle iii trobada a Værløse, Selàndia, Dinamarca, i conté una inscripció rúnica en què es llegeix «alugod» seguit d'una esvàstica.(10) La Fíbula de Værløse es troba al Museu Nacional de Dinamarca.

#### Amulet de Lindholm
L'Amulet de Lindholm (DR 261) és una peça d'os trobada a Escània, datat d'entre el segle ii i el IV. La seua inscripció conté la paraula alu.

#### Urnes de cremació
Tres urnes de cendres trobades a Spong Hill, Norfolk, Anglaterra, duen impresa la paraula alu amb runes invertides fetes amb el mateix segell.

#### Pinta de Setre
La Pinta de Setre data d'entre els segles VI i VII i mostra una inscripció rúnica. Aquesta pinta és objecte de gran quantitat de discussions acadèmiques, tot i que la majoria d'experts accepten que s'hi llig l'encantament alu i Nanna, malgrat que no se sap pas del cert si <i>Nanna</i> es refereix a una dea.